# Gvido Fajdiga
Gvido(n) Fajdiga, slovenski agronom, * 28. marec 1911, Sodražica, † 8. februar 2001, Ljubljana.
Diplomiral je leta 1935 na Kmetijsko-gozdarski fakulteti v Zemunu in 1974  doktoriral na ljubljanski Biotehniški fakulteti. Od 1936 je bil zaposlen na različnih delovnih mestih in se ukvarjal predvsem s tehnologijo pridelovanja krme na travnikih. Objavil je več strokovnih člankov in knjig.

## Izbrana bibliografija
- Vpliv intenzivnih načinov rabe na proizvodno zmogljivost ruše travnatega sveta Slovenije (disertacija) (COBISS)
- Sodobna raba travnatega sveta (COBISS)
- Travništvo (COBISS)
- Kako bom gospodaril na travnatem svetu (COBISS)